# Michael Feliz
Michael Feliz Lemos (né le 28 juin 1993 à Azua, Azua, République dominicaine) est un lanceur droitier des Red Sox de Boston de la Ligue majeure de baseball.

## Carrière
Michael Feliz signe son premier contrat professionnel en 2010 pour 800 000 dollars US avec les Athletics d'Oakland, mais cette entente est annulée après que le jeune homme eut testé positif aux stéroïdes. Il signe alors un contrat pour 400 000 dollars avec les Astros de Houston. 
Dans les ligues mineures, sa balle rapide est réputée pour atteindre une vitesse de 159 km/h.
Michael Feliz fait le saut vers le baseball majeur après avoir amorcé la saison 2015 au niveau A+ et n'avoir joué qu'un seul match dans le Double-A,. Surtout employé comme lanceur partant dans les rangs mineurs, il fait ses débuts le 31 mai 2015 comme lanceur de relève pour les Astros de Houston face aux White Sox de Chicago.
Avec le lanceur droitier Joe Musgrove, le joueur de troisième but Colin Moran et le joueur de champ extérieur des ligues mineures Jason Martin, Michael Feliz est le 13 janvier 2018 échangé des Astros de Houston aux Pirates de Pittsburgh en retour du lanceur droitier Gerrit Cole.